# جهان گم‌شده (رمان آرتور کانن دویل)
جهان گم شده (به انگلیسی: The Lost World) نام رمانی علمی-تخیلی از آرتور کانن دویل، نویسندهٔ بریتانیایی است که در سال ۱۹۱۲ منتشر شد. این رمان در فضای پیرامون آمازون که طبیعتی دست نخورده دارد و هنوز جانوران پیش از تاریخ (دایناسورها و دیگر جانوران منقرض شده) در آن زنده اند اتفاق می‌افتد همچنین در این داستان نبرد میان سرخ‌پوستان و یک قبیلهٔ گوریل مانند هم توصیف شده‌است.
در آغاز این داستان به صورت داستان‌های دنباله دار کوتاه در مجلهٔ استرند چاپ می‌شد. در این داستان شخصیت‌های اد مالون و لرد جان راکستن، به ترتیب از روی ادموند دن مورل، روزنامه‌نگار و راجر کیسمنت رهبر ایالت آزاد کنگو گرفته شده بود.

## فهرست جانوران داستان

### دایناسورها
- ایگوآنودون
- استگوسور
- الوسور
- مگالوسور

### خزندگان
- دیوپکفالوس
- پلسیوسوروس
- ماهی‌خزنده
- دوریخت‌دندان

#### پستانداران
- گوزن شمالی ایرلندی
- شیاردندان
- Dryopithecus
- Pithecanthropus
- کمان‌دندان

#### پرندگان
- دهشت‌مرغ

### دیگر جانوران
- آگوتی
- تاپیر
- جگوار